# كلاتة أبسردة (همت أباد)
کلاتة أبسردة (بالفارسية: کلاته آبسرده) هي مستوطنة تقع في إيران في قسم همت أباد الريفي. يقدر عدد سكانها بـ 122 نسمة .